# ČSAD autobusy Plzeň

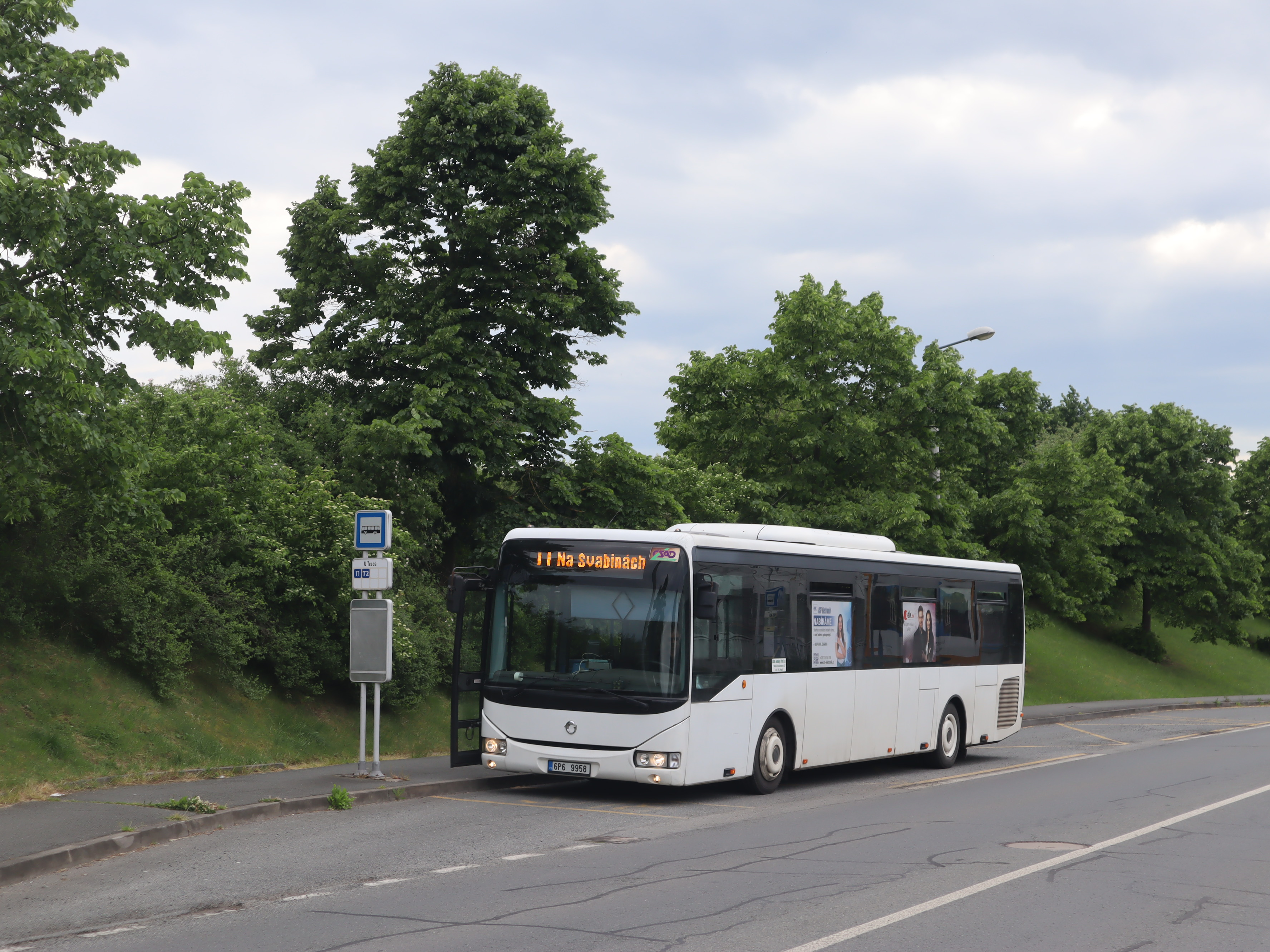
Irisbus Crossway LE 12M na lince T1 právě odbavuje zastávku U Tesca.

ČSAD autobusy Plzeň a.s. byl český autobusový dopravce. Společnost vznikla v roce 1993 na základě privatizace bývalého státního podniku ČSAD Plzeň. Společnost byla založena rozhodnutím Fondu národního majetku k 1. dubnu 1993. Hlavní činností společnosti je pravidelná linková doprava v oblasti Plzeňského kraje. Z nástupnických podniků ČSAD v České republice byl do 13. 6. 2020 jediným a největším, který si v autobusové dopravě zachoval celokrajskou působnost i výraznou dominanci ve svém kraji, a zároveň je vlastníkem společnosti Autobusy Karlovy Vary a. s., která má podobné postavení v sousedním kraji. Je významnou součástí subholdingu ČSAD Invest, který je součástí holdingu Z-Group podnikatele JUDr. Ing. Zdeňka Zemka, k němuž patří i železárenské a hutní podniky, provozování služeb včetně lázní Luhačovice atd.
V listopadu 2020 byla oznámena fúze části autobusových dopravců skupiny Z-Group bus do společnosti Z-Group bus. Sloučením mají zaniknout společnosti HOUSACAR, KRODOS BUS, ČSAD autobusy Plzeň a. s. a Autobusová doprava-Miroslav Hrouda s.r.o., sídlo Z-Group bus má být nově ve Zlíně v sídle Z-Group a.s. Společnost má mít nově dvě oblastní divize: Divize Morava (tvořená dosavadními společnostmi ČSAD Vsetín, Housacar a Krodo bus) a divize ČSAD autobusy Plzeň (tvořená dosavadními společnostmi ČSAD autobusy Plzeň a Autobusová doprava-Miroslav Hrouda).

## Vlastnické vztahy

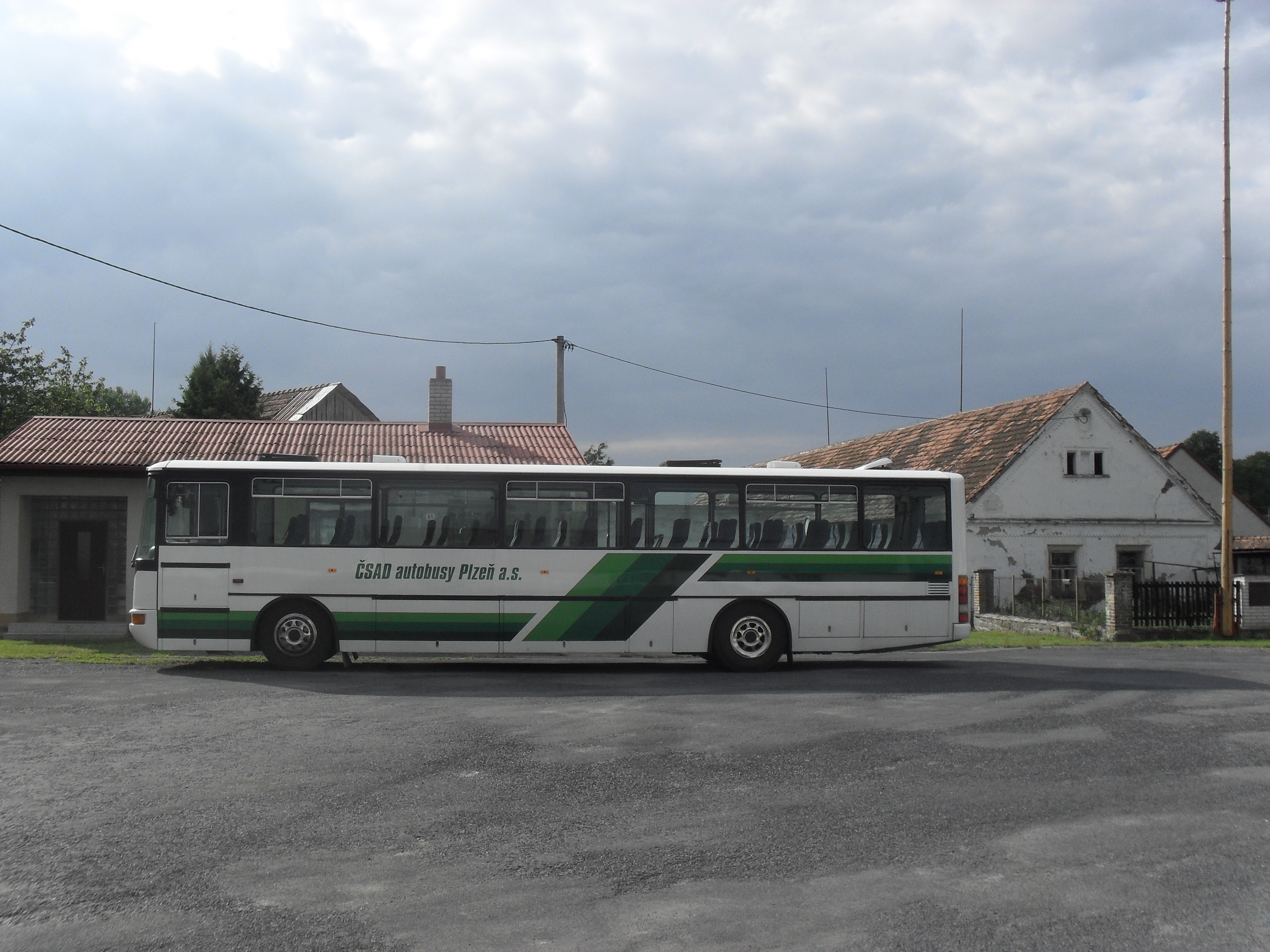
Autobus společnosti, parkující v Babíně.

V prosinci 2008 bylo do obchodního rejstříku zapsáno, že jediným akcionářem je PROMABYT SLOVAKIA, a.s. se sídlem v Novém Městě nad Váhem (k 7. 7. 2008 prokázala vlastnictví 99,40 % akcií a tím právo získat akcie menšinových akcionářů). Od listopadu 2009 je vlastnický podíl rozdělen pouze na kmenové akcie na jméno v listinné podobě, do té doby byla část akcií na majitele.
ČSAD autobusy Plzeň a. s. je jediným vlastníkem společnosti Autobusy Karlovy Vary a. s., která je nejvýznamnějším autobusovým dopravcem v sousedním Karlovarském kraji.
V květnu 2009 bylo rozhodnuto o snížení základního jmění o 49 % a oddělení části majetku do nové společnosti Plzeňská dopravní a.s., ta se následně v roce 2010 sloučila se společností Hutní druhovýroba - reality a.s. se sídlem ve Veselí nad Moravou, v březnu 2011 přejmenované na Z - holding, a.s. Současně sloučením zanikly i sesterské společnosti AKV Reality a.s. (odštěpek z Autobusy Karlovy Vary), Vsetínská dopravní a.s., FINTEST, s.r.o. a SHIPPING INVESTMENT CZECH REPUBLIC s.r.o.

## Autobusová doprava
Společnost provozovala asi 250 autobusových linek do 13.6.2020.
Dopravce provozoval výraznou většinu regionálních autobusových linek v Plzeňském kraji, řadu linek zajišťujících spojení se sousedními kraji i dálkových linek. Provozoval také sezónní linky cyklobusů na Šumavě, do Českého lesa a Brd.
Na základě objednávky měst zajišťoval městskou či místní autobusovou dopravu v Klatovech, Domažlicích, Stříbře, Tachově a Přešticích.
Často zajišťuje pro České dráhy náhradní autobusové dopravy za železnici.
Společnost vlastnila více než 430 autobusů. Převážná část vozového parku je značek Karosa, Irisbus, SOR, Mercedes-Benz, Neoplan a MAN.

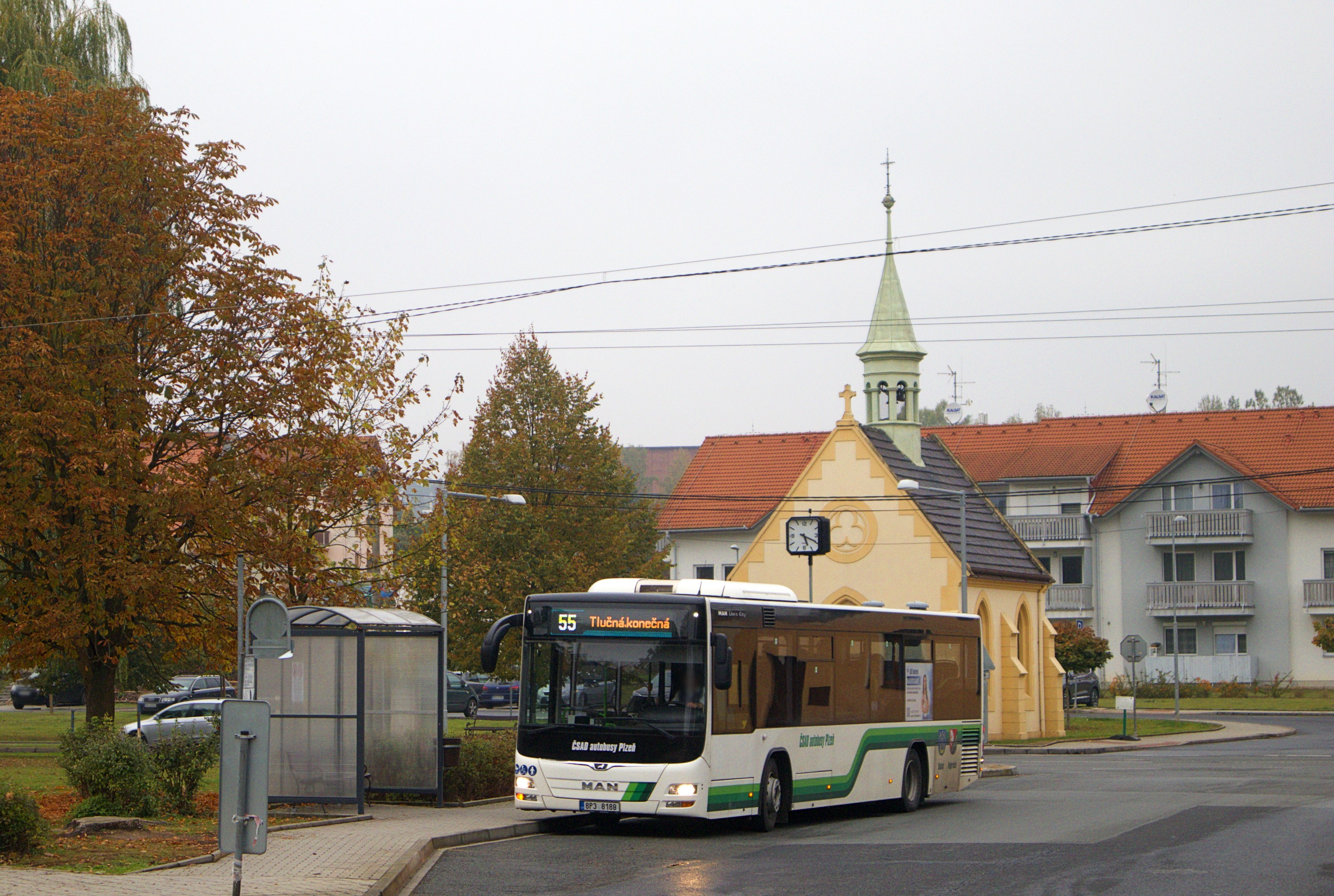
MAN EL 293 Lion's City nasazený na linku 440055 (55) právě odbavuje zastávku Tlučná,, žel.st.

V září 2018 vyhlásil Plzeňský kraj výběrové řízení na provozování autobusové dopravy na období 10 let (od 14. června 2020 do roku 2030) pro dvě oblasti: Plzeňský kraj – sever a Plzeňský kraj – jih. Do veřejné zakázky za šest miliard se přihlásili dva účastníci, Arriva Střední Čechy s.r.o. a ČSAD autobusy Plzeň a.s. Uchazeč ČSAD autobusy Plzeň byl následně z výběrového řízení vyřazen z důvodu nesplnění podmínky zajištění zadavatelem požadované jistiny a proti vyloučení nepodal námitku. Rada kraje tak ve výběrovém řízení vybrala jediného zbývajícího účastníka, společnost Arriva Střední Čechy.Dnes dopravce provozuje denní linky 440055 (Plzeň, CAN-Tlučná), 440066 (Plzeň, CAN-Vejprnice), 445101 (Plzeň, CAN-Na Švabinách), 445102 (Slovany-Na Švabinách) 400321 (Plzeň, CAN-Domažlice, aut.st.) a noční linky 460055 (Plzeň, CAN-Nýřany), 450091 (Plzeň, CAN-Přeštice) a 440092 (Plzeň, CAN-Blovice). Od 13.května 2023 provozuje novou bezplatnou linku S1 (445111) v trase CAN Husova-NC Studentská[nedostupný zdroj]. 20.6. 2023 je ukončen provoz linek T1 (445101) a T2 (445102) k OC Rokycanská. Od prosince roku 2023 provozuje dopravce SKIBUSovou linku 430990 Železná Ruda,Hojsova Stráž - Železná Ruda - Čachrov,Gerlova Huť

## Pobočky
Společnost ČSAD autobusy Plzeň a.s. má 11 poboček (provozů) rozmístěných rovnoměrně po Plzeňském kraji v následujících městech: Plzeň, Kralovice, Rokycany, Přeštice, Klatovy, Nepomuk, Sušice, Domažlice, Stříbro a Tachov. Samostatným provozem je správa Centrálního autobusového nádraží Plzeň. Po privatizaci měla společnost pobočky (filiálky) rovněž v Nezvěsticích, Horšovském Týně, Horažďovicích, Zbirohu, Karlových Varech, Ostrově, Žluticích, Toužimi, Sokolově, Chebu, Kraslicích, Mariánských Lázních a Aši.
Společnosti patřilo i rekreační středisko v Železné Rudě na Šumavě a chatová osada Butov u Hracholuské přehrady, k 1. červnu 2009 však byly vyčleněny do nové společnosti spravující centrálně reality Z-holdingu.

Po prohraném výběrovém řízení na autobusové linky Plzeňského kraje v letech 2020-2030 dopravci zbyly provozovny Plzeň a Přeštice. V Plzni je situována část autobusů pro provoz na linkách k obchodním centrům, na svazku linek do Vejprnic a Tlučné, a také pro linky smluvní dopravy. V Přešticích jsou umístěny autobusy patřící Plzeňskému kraji, jelikož ČSAD autobusy Plzeň (později AKV bus a.s.) zajišťuje pro Arrivu Střední Čechy 20% výkonů v oblasti jih jako subdodavatel.

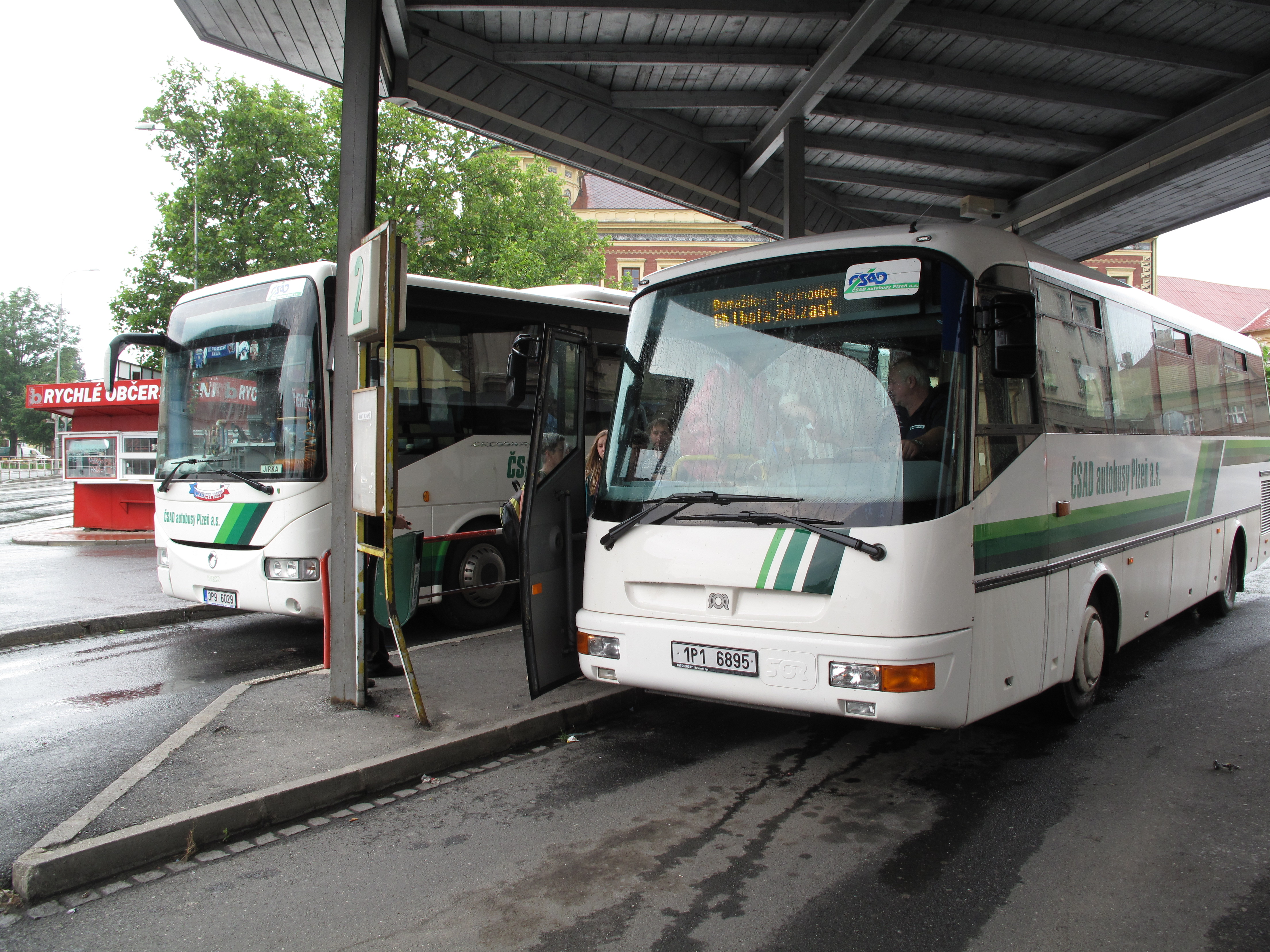
Autobusy ČSAD autobusy Plzeň v Domažlicích.

## Muzeum dopravní techniky ČSAD
Od roku 2005 je budováno v areálu společnosti v Plzni-Doubravce malé Muzeum dopravní techniky ČSAD. Prvním exponátem byl autobus Škoda 706 RTO CAR, jehož nákladná rekonstrukce byla dokončena v témže roce. Dnes již sbírku muzea tvoří také autobus Karosa ŠL 11 Turist, Karosa C 734.03, nákladní automobil Škoda 706 R a bývalý přenosový vůz Českého rozhlasu Karosa A 30 RPA. Evropsky unikátním exponátem je funkční exemplář čínského autobusu CMC Pudong Citybus. V různém stupni rozpracovanosti je dále renovace článkového autobusu Ikarus 280.10, autobusu Škoda 706 RO, minibusu Mercedes-Benz O 309 D, vlečného vozu Karosa D 4 a nákladního automobilu Csepel D 352. Návštěvníci se mohou v expozici muzea seznámit s historií silniční dopravy a dalšími dopravními zajímavostmi nejen ze západních Čech. Muzeum je přístupné pro skupiny pouze po předchozí objednávce.